# Општина Фаркашешти (Горж)
Фаркашешти (рум. Fãrcãşeşti) општина је у Румунији у округу Горж.
Oпштина се налази на надморској висини од 188 m.